# Absorption (optique)
Pour les articles homonymes, voir Absorption.
L'absorption en optique, ou en électromagnétisme, désigne un processus physique par lequel l'énergie électromagnétique est transformée en une autre forme d'énergie.

## Niveau microscopique
Au niveau des photons (quanta de lumière), l'absorption représente le phénomène par lequel l'énergie d'un photon est prise par une autre particule, par exemple un électron. Dans ce cas, si l'énergie du photon ({\displaystyle E=h\nu },,, relation de Planck-Einstein) est égale à celle d'un état excité (ou à la différence entre deux états excités), celui-ci sera absorbé via une transition électronique d'un électron de valence. L'électron passe d'un état énergétique fondamental vers un état excité, voir figure ci-bas).
Le photon est alors détruit par l'opération.

Schéma d'états d'énergie pour une particule (p. ex. un électron). Il existe des niveaux d'énergies accessibles à l'électron via un apport d'énergie : les états excités.

L'énergie électromagnétique est absorbée et transformée en énergie électronique, laquelle peut être transformée sous les formes suivantes :
- énergie électromagnétique par l'émission de photon(s) (lumière) ;
- transformée en agitation particulaire (augmentation de la vitesse de la particule) ce qui se traduit au niveau macroscopique par une augmentation de la température (l'énergie électromagnétique a été transformée en chaleur) ;
- en phonon (agitation du réseau cristallin dans un cristal) ;
- en plasmon (oscillation collective d'électrons dans un métal).

Voir Spectroscopie et Spectre électromagnétique.

### Diffusion non résonnante
Dans le cas de photons d'énergie inférieure aux états excités de la particule (un atome, par exemple), une diffusion non résonnante a lieu. Si la particule est dans un état fondamental, l'énergie incidente ne sera pas suffisante pour qu'une transition électronique ait lieu. Cependant, cette énergie induit la mise en vibration du nuage électronique autour du noyau atomique. Le système devient donc un dipôle oscillant, lequel sera à l'origine d'une radiation de même fréquence : un photon, identique à l'incident, suivant une direction différente. Il s'agit donc d'une diffusion élastique non résonnante (le système n'entre pas en résonance).

## Niveau macroscopique
Au niveau de l'électromagnétisme classique, l'absorption constitue le phénomène par lequel un matériau non transparent (α≠0) atténue toute onde électromagnétique le traversant (c'est la conséquence macroscopique du paragraphe précédent), l'énergie absorbée est alors convertie en chaleur (effet Joule). Chaque matériau possède des caractéristiques propres d'absorption électromagnétique, en fonction de la longueur d'onde (ou fréquence) de l'onde.
Ces propriétés sont notées par la partie imaginaire de sa permittivité et de sa perméabilité :
- {\displaystyle \varepsilon (\omega )=\varepsilon ^{\prime }(\omega )-i\varepsilon ^{\prime \prime }(\omega )}, pour la permittivité complexe, {\displaystyle \varepsilon } en F m−1 ;
- {\displaystyle \mu (\omega )=\mu '(\omega )-i\mu ''(\omega )}, pour la perméabilité complexe, {\displaystyle \mu } en H m−1.

Le phénomène d'absorption est relié au phénomène de dispersion par les relations de Kramers-Kronig.

Spectre de transmission de l'atmosphère. Dans le visible, les pertes résultent principalement de la diffusion Rayleigh. Dans l'infrarouge (IR), elles proviennent de l'absorption.

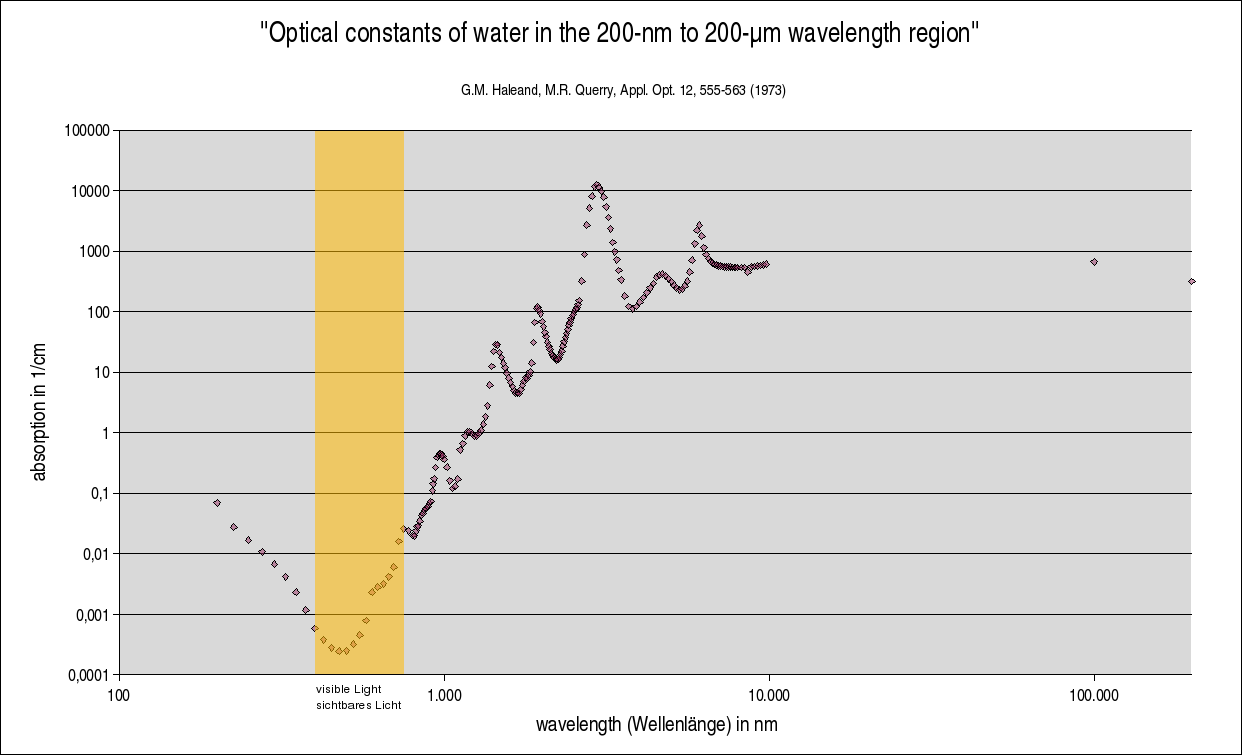
Coefficient d'absorption de l'eau en cm-1 en fonction de la longueur d'onde en nm. La lumière visible (bande jaune) est faiblement absorbée.

## Aspect pratique
Pour la plupart des substances, le taux d'absorption varie avec la longueur d'onde de la lumière incidente, menant à l'apparence de couleur dans les pigments qui absorbent certaines longueurs d'onde mais pas d'autres. Cette absorption sélective d'une lumière blanche incidente par un objet qui absorbe les longueurs d'onde dans le bleu, vert et jaune, apparaîtra de couleur rouge. Un matériau de couleur noire absorbe ainsi toutes les longueurs d'onde (converties en chaleur), alors qu'un matériau de couleur blanche les réfléchit.
Des chercheurs de l'Institut polytechnique Rensselaer ont créé un matériau à partir de nanotubes de carbone pouvant absorber 99,955 % de la lumière.